# Dybbøl Sogn
Dybbøl Sogn er et sogn i Sønderborg Provsti (Haderslev Stift).
Dybbøl Sogn hørte til Nybøl Herred i Sønderborg Amt. Dybbøl sognekommune blev ved kommunalreformen i 1970 indlemmet i Sønderborg Kommune.
I Dybbøl Sogn ligger Dybbøl Kirke.
I sognet findes følgende autoriserede stednavne:
- Dybbøl (bebyggelse, ejerlav)
- Dybbøl Banke (bebyggelse)
- Dybbøl Bjerg (areal, bebyggelse)
- Dybbøl Mark (bebyggelse)
- Dybbøl Søndermark (bebyggelse)
- Dybbøl Tving (bebyggelse)
- Dybbølvesten (bebyggelse)
- Dybbøløsten (bebyggelse)
- Hvilhøj (bebyggelse)
- Ny Frydendal (bebyggelse)
- Palmose (bebyggelse)
- Pythuse (bebyggelse)
- Ragebøl (bebyggelse, ejerlav)
- Ragebølskov (bebyggelse)
- Stovgård (bebyggelse, ejerlav)
- Surløkke (bebyggelse)

## Afstemningsresultat
Folkeafstemningen ved Genforeningen i 1920 gav i Dybbøl Sogn 562 stemmer for Danmark, 57 for Tyskland. Af vælgerne var 58 tilrejst fra Danmark, 27 fra Tyskland. 